# 甘部
甘部（かんぶ）は、漢字を部首により分類したグループの一つ。
康熙字典214部首では99番目に置かれる（5画の5番目、午集の5番目）。

## 概要
「甘」字は味がよい、美味いと感じること、また味があまいことを表す。口の中にものがある様子に象る。偏旁としてはもっぱら声符として使われる。
そのため「甘」を構成要素に持つ漢字は偏や冠に従って他の部に分類される。
甘部では他の部に分類しきれなかったものを収めており、収録字数は多くない。

## 部首の通称
- 日本：あまい、かん
- 韓国：달감부（dal gam bu、あまい甘部）
- 英米：Radical sweet

## 部首字
甘
- 中古音
  - 広韻 - 古三切、談韻、平声
  - 詩韻 - 覃韻、平声
  - 三十六字母 - 見母
- 現代音
  - 普通話 - ピンイン：gān 注音：ㄍㄢ ウェード式：kan1
  - 広東語 - Jyutping:gam1 イェール式:gam1
- 日本語 - 音：カン（カム）（漢音・呉音） 訓：あまい・うまい
- 朝鮮語 - 音：감(gam) 訓：달（dal、あまい）・맛 좋을（mat choeul、美味い）

甲骨文
小篆

## 例字
- 甘
- 4:甚・6:甜・8:甞